# 乌马河镇
乌马河镇是中华人民共和国黑龙江省伊春市乌翠区下辖的一个行政建制镇。
2016年，伊春市人民政府批准撤销乌马河街道办事处，下辖地区由乌马河区直辖。2019年6月，国务院同意调整伊春市部分行政区划，撤销乌马河区，新设乌翠区；同年，伊春市人民政府批准恢复设立乌马河街道办事处。
2022年8月，黑龙江省民政厅批复同意撤并乌马河街道、锦山街道设立乌马河镇，镇人民政府驻林都大街1号。

## 行政区划
乌马河镇下辖以下村级行政区划单位：
振华社区、繁荣社区、团结社区、红旗社区、先锋社区、长征社区、奋斗社区、锦河社区、伊敏社区、前进社区、西岭社区、安全社区、青山社区、翠岭社区、育苗社区、乌马所社区和锦山村。